# Rockefellers honingzuiger
De Rockefellers honingzuiger (Cinnyris rockefelleri; synoniem: Nectarinia rockefelleri) is een zangvogel uit de familie Nectariniidae (honingzuigers).

## Verspreiding en leefgebied
Deze soort is endemisch in oostelijk Congo-Kinshasa.